# 达乌德 (人名)
达乌德（阿拉伯语：داوود）是一个阿拉伯语名字或姓氏。它是穆斯林的常用名字。在中国穆斯林人名中常被译为“达吾德”，在马来西亚常被译为“道勿”，另有达伍德、达武德、多德、戴活等译音。

## 作为名字的人物
- 达乌达·凯拉巴·贾瓦拉
- 大衛十一世
- 穆罕默德·达乌德汗
- 达乌达·马拉姆·旺凯

## 作为姓氏的人物
|  | 本页或本分段罗列了有着相同名的人物，如果是一个内链将您引导到本页，您可能愿意通过点击对应的链接到达想要的条目。 |